# Lysmata lipkei
Lysmata lipkei is een garnalensoort uit de familie van de Hippolytidae. De wetenschappelijke naam van de soort is voor het eerst geldig gepubliceerd in 2010 door Okuno & Fiedler.